# Erich Anderson
Erich Anderson, volledige naam Edward Eric Anderson (Sagamihara, 24 oktober 1956 – Los Angeles, 1 juni 2024) was een Amerikaans acteur.
Anderson begon in 1983 met acteren in de televisieserie Level 9. Hierna heeft hij nog meerdere rollen gespeeld in televisieseries en films zoals Friday the 13th: The Final Chapter (1984), thirtysomething (1990-1991), Felicity (1998-2002) en Close to Home (2005-2006).
Anderson overleed op 1 juni 2024 op 67-jarige leeftijd aan kanker.

## Filmografie

### Films
Selectie:
- 1997 Nightwatch – als nieuwslezer
- 1988 Bat*21 – als majoor Jake Scott
- 1984 Missing in Action – als Masucci
- 1984 Friday the 13th: The Final Chapter – als Rob Dyer

### Televisieseries
Uitgezonderd eenmalige gastrollen.
- 2020 Interrogation - als D.A. Phillip Eckert - 2 afl.
- 2017-2018 Bosch - als Phil Gentry - 6 afl.
- 2012 Major Crimes – als James Corbett – 2 afl.
- 2012 Franklin & Bash – als Roger – 2 afl.
- 2005-2006 Close to Home – als rechercheur George Branch – 5 afl.
- 2002-2003 Boomtown – als Ben Fisher – 5 afl.
- 1998-2002 Felicity – als Dr. Edward Potter – 9 afl.
- 2000 NYPD Blue – als Don Kirkendall – 7 afl.
- 1995 Sisters – als Greg LeMott – 2 afl.
- 1994 Melrose Place – als Dr. Daniel Miller – 2 afl.
- 1993 Second Chances – als Bruce Christianson – 2 afl.
- 1990-1991 thirtysomething – als Billy Sidel – 7 afl.
- 1988 Dallas – als Sal Lombardi – 2 afl.
- 1987 Hard Copy – als rechercheur Packer – 3 afl.
- 1983 Bay City Blues – als Stang – 2 afl.

- Bibliothèque nationale de France: cb141497673 (data)
- International Standard Name Identifier: 0000 0000 5598 5442
- Library of Congress Control Number: no2011107327
- Virtual International Authority File: 79176681